# Meerspoorbrug
De Meerspoorbrug is een voormalige hefbrug in de voormalige spoorlijn Aalsmeer - Haarlem. De brug overspande de Amsterdamsevaart en lag aanvankelijk in de gemeente Haarlemmerliede en Spaarnwoude, maar met de annexatie van 1927 kwam deze binnen Haarlem te liggen.
De brug werd in 1911 aangelegd en in 1912 ingebruik genomen met de eerste rit over de spoorlijn. In 1935 werd de spoorlijn opgeheven en daarmee verdween ook de noodzaak van een spoorbrug over de vaart.
Ter hoogte van de Joodse begraafplaats aan de Amsterdamsevaart takte de spoorlijn als enkelsporig lijn af van de Oude Lijn (Amsterdam-Haarlem). Door de beperkte ruimte rondom het spoor kon de brug niet dwars over het water gelegd worden en moest deze schuin over water worden geplaatst. Dit gaf de ingenieurs van destijds veel hoofdbrekens. Vlak na de brug kruiste de brug de trambaan van de  tram tussen Amsterdam en Zandvoort. Deze lag aanvankelijk aan beide zijden van de Amsterdamscheweg. In de jaren 20 werd een dubbel sporige trambaan aan de noordzijde van de weg. Even na de kruising van de Amsterdamsevaart halteerden de treinen bij halte Rijksstraatweg.
De brug stond standaard in geopende toestand en werd alleen naar beneden gelaten als een trein van de Haarlemmermeerspoorlijnen deze wilde gebruiken. De Amsterdamsevaart was blijkbaar nog een te belangrijke vaarroute om enkel de brug te heffen als een schip naderde. De brug was voorzien van een electromotor die zijn energie verkreeg van de naastgelegen elektrische tram.